# 日代尼夫卡河

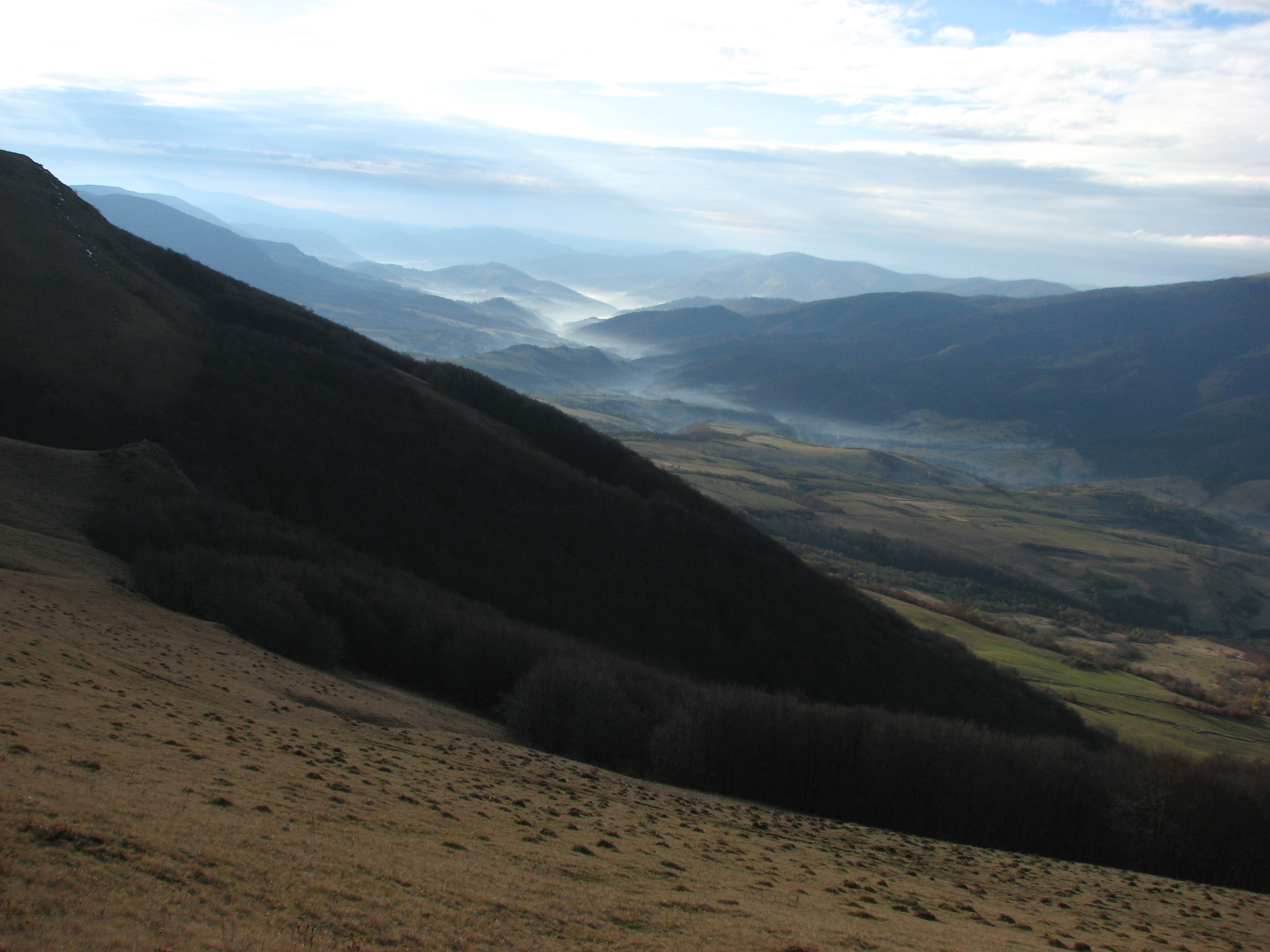

日代尼夫卡河（烏克蘭語：Жденівка），是烏克蘭的河流，位於該國西部，流經外喀爾巴阡州，屬於拉托里察河的支流，河道全長25公里，流域面積150平方公里。